# Przybojec
Przybojec – torfowisko w Kotlinie Orawsko-Nowotarskiej, w obrębie miejscowości Koniówka w województwie małopolskim, w powiecie nowotarskim, w gminie Czarny Dunajec. Położone jest na średniej wysokości 751 m wśród łąk i pól uprawnych po lewej stronie Czarnego Dunajca, tuż przy granicy ze Słowacją. Nie znajduje się jednak w zlewni tej rzeki, pomiędzy nią a torfowiskiem biegnie bowiem dział wód między zlewiskami Morza Czarnego i Bałtyku. Po wschodniej stronie torfowiska wypływa Ogrójcowy Potok znajdujący się w zlewisku Morza Czarnego.
Przybojec to klasyczne torfowisko wysokie. Po polskiej stronie jest to żywe i nadal przyrastające torfowisko mające kopulasty kształt, po słowackiej stronie bowiem znajduje się w nim kopalnia odkrywkowa eksploatująca torf.
Rozległy kompleks torfowisk, bagien, trzęsawisk, podmokłych łęgów i bagiennych lasów sosnowych, ciągnący się od Suchej Góry na Słowacji po Ludźmierz na Orawie nazywano pustaciami lub puściznami. Po ustąpieniu lodowca teren ten był wielkim rozlewiskiem młak i jezior, które stopniowo zamulane było niesionymi przez wodę osadami  tworzącymi stożki napływowe, równocześnie też podlegało zarastaniu, w którym wielki udział miał mech torfowiec. Z jego obumarłych szczątków tworzył się torf. Zarastanie to zaczęło się około 10-11 tysięcy lat temu. Rocznie przybywa około 1 mm torfu. Torfowisko  tworzy specyficzne warunki życia dla roślin. Charakteryzują się one bardzo kwaśnym odczynem, dużą wilgotnością i ubóstwem składników pokarmowych. W takich warunkach na torfowisku rozwijają się specyficzne, charakterystyczne dla torfowisk gatunki roślin. Na torfowiskach Kotliny Nowotarskiej rosną rośliny charakterystyczne głównie dla niżu, w Karpatach natomiast bardzo rzadkie. Na torfowisku Przybojec występuje m.in. bagno zwyczajne, modrzewnica pospolita, przygiełka biała i żurawina drobnoowocowa. Z rzadkich ptaków występuje cietrzew zwyczajny. Planuje się utworzenie na Kotlinie Nowotarskiej specjalnych obszarów ochrony pod nazwą „Torfowiska Orawsko-Nowotarskie”. Mają one objąć obszar 8255,62 ha. Torfowisko Przybojec jest własnością prywatną, aby zastosować jego ochronę przewiduje się wykup działek lub ustalenie płatności rolno-środowiskowe za zaniechanie gospodarowania na nim, utrzymanie i prowadzenie odpowiednich zabiegów pielęgnacyjnych.
Po południowo-wschodniej stronie torfowiska Przybojec znajduje się torfowisko Bacuch.